# Jean Pârvulescu
Jean Pârvulescu (n. 29 septembrie 1929, Pitești, Regatul României - d. 21 noiembrie 2010, Paris, Franța) a fost un scriitor și jurnalist francez de origine română. În Franța a fost cunoscut ca Jean Parvulesco.

## Biografie
Născut în România, la Pitești (conform unei fișe a Securității) făcând școala de cadeți, Jean Pârvulescu a hotărât să fugă de regimul comunist instalat în România după Al Doilea Război Mondial ajungând în Iugoslavia traversând Dunărea înotând, în iulie 1948. Arestat, a fost expediat într-un lagăr politic de munci forțate situat în apropiere de orașul Tuzla. De aici a reușit să scape și a trecut clandestin frontiera iugoslavo-austriacă, în august 1949. Fostul disident a sosit la Paris în 1950, unde a urmat cursuri de filosofie și de litere la Sorbona, fără să se consacre în mod serios acestor studii, preferând însă să frecventeze cercurile de avangardă literară, artistică și cinematografică. Pârvulescu a frecventat seminariile lui Jean Wahl la Sorbona, și s-a împrietenit cu Jean-Luc Godard (care îl va folosi ca personaj în filmul „A bout de souffle”), Raymond Abellio, Aurora Cornu, Louis Pauwels, Martin Heidegger, Ezra Pound, Julius Evola, Ava Gardner, Carole Bouquet. Joacă în filmul lui  Éric Rohmer „L'ancien et le moderne” (1993).
Din punct de vedere artistic era apropiat mișcării La Nouvelle Vague (în română Noul Val).

## Scrieri
- La Miséricordieuse Couronne du Tantra, Ethos, 1978 ;
- Imperium, Les Autres Mondes, 1980 ;
- Traité de la chasse au faucon, Éditions de L'Herne, 1984 ;
- Diane devant les portes de Memphis, Catena Aurea, 1986 ;
- La Spirale prophétique, Guy Trédaniel, 1986 : Grand Prix National de la Place Royale ;
- La Servante Portugaise, L'Âge d'Homme, 1987 : Grand Prix Continental des Éditions des Nouvelles Littératures Européennes et du Comité des Sept ;
- Le Manteau de glace, Guy Trédaniel, 1987 ;
- Le Soleil rouge de Raymond Abellio, Guy Trédaniel, 1987 ;
- India, Éditions Styles, 1988 ;
- Les Mystères de la Villa Atlantis, Éditions l'Âge d'homme, 1990 ;
- Journal de l'Île de Pâques, Præceptum, 1990 ;
- L'Étoile de l'Empire invisible (préface de Guy Dupré), Guy Trédaniel, 1994 ;
- Les Fondements géopolitiques du grand gaullisme, Guy Trédaniel, 1995 ;
- Rapport secret à la nonciature, Guy Trédaniel, 1995 ;
- Le Gué des louves, Guy Trédaniel, 1995 ;
- Le Retour des Grands Temps, Guy Trédaniel, 1997 ;
- Versailles, Guy Trédaniel, 1998 ;
- Un bal masqué à Genève, Guy Trédaniel, 1998 : Prix des Treize ;
- La Conspiration des noces polaires, Guy Trédaniel, 1998 ;
- Rendez-vous au Manoir du Lac, Jean Curutchet, 2000 ;
- Le Visage des abimes, L'Âge d'Homme, 2001 ;
- La Pyramide des braises, Alexandre, 2001 ;
- La Stratégie des ténèbres, Guy Trédaniel, 2003 ;
- En approchant la jonction de Vénus, Arma Artis, 2004 ;